# Zelená transverzála

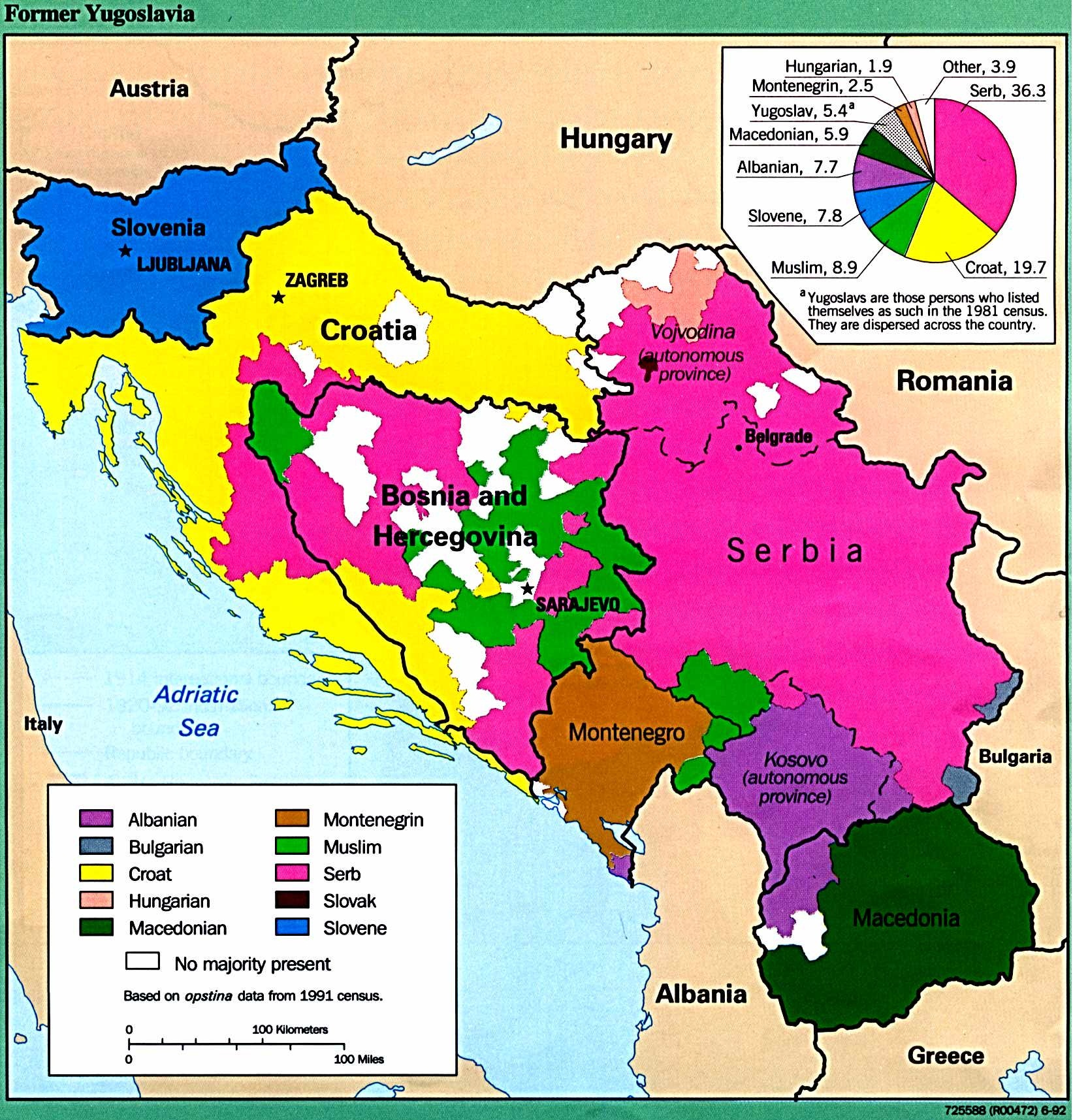
Etnické poměry socialistické Jugoslávie.

Zelená transversála (chorvatsky/bosensky/srbsky Zelena tranzverzala/Зелена транзверзала) je balkánský nacionalistický/konspirační koncept, který předpokládá vznik čistě muslimského souvislého osídlení, resp. státu v oblasti, vymezené linií Bihać – Sarajevo – Foča – Sandžak – Kosovo – Preševská dolina – Severní Makedonie – Bulharsko – Turecko. Taková oblast by se zcela přirozeně vymezovala vůči okolnímu pravoslavnému obyvatelstvu. Zelená transverzála má být nástrojem, který by vytvořil buď vznik velké islámské republiky na Balkáně, nebo by umožnil návrat přítomnosti Turecka, tzv. neoosmanismus. 

## Význam
Myšlenka Zelené transverzály se stala populárně diskutovaným tématem v souvislosti s radikalizací jugoslávské společnosti těsně před, v průběhu války v Bosně a Hercegovině i po ní. Obavy ze sjednocení muslimy obývaných území, nebo s návratem Turecka měly na tehdejší společnost těžce zkoušenou dramatickými společenskými změnami, značný vliv. Je populárním termínem především mezi obyvatelstvem Republiky srbské a Srbska.[zdroj?]
Za jeden ze symbolů transverzály byla považována sportovní hala Zetra v Sarajevu (populárně byl její název vysvětlován jako zkratka  ze Zelená Transverzála). Hala byla nicméně později po rekonstrukci přejmenována na počest Juana Antonio Samaranche. Mezi další průvodní jevy pokusů o zbudování zelené transverzály bývá považován radikalismus na území Bosny a Hercegoviny, v Preševské dolině, autonomismus na území Sandžaku aj.

## Další užití
Jako zelená transverzála je označována také pašerácká trasa, která prochází zhruba stejným směrem, a která kromě toho slouží rovněž i pro pohyb islámských radikálů a džihádistů blíže k území střední a západní Evropy; k distribuci drog (tzv. balkánskou cestou), zbraní apod.